# Tubaria trigonophylla
Tubaria trigonophylla är en svampart som först beskrevs av Wilhelm Gottfried Lasch, och fick sitt nu gällande namn av Victor Fayod 1874. Tubaria trigonophylla ingår i släktet Tubaria och familjen Inocybaceae.   Inga underarter finns listade i Catalogue of Life.